# United States Rubber Company
United States Rubber Company (US Rubber) var en gummitillverkare i Naugatuck i Connecticut som grundades 1892. 1961 bytte bolaget namn till Uniroyal. United States Rubber Company bildades 1892 genom att nio tillverkare gick samman. Bolaget tillverkade förutom däck även gympaskor under varumärket Keds.  1938 tecknades ett samarbetsavtal med Gislaved.
United States Rubber Company startade ett samarbete med Englebert 1958 som 1963 blev Uniroyal-Englebert och 1966 Uniroyal. Fabrikerna i Belgien, Tyskland, Frankrike och Skottland såldes till Continental AG 1979. Continental AG använder fortfarande varumärket Uniroyal på vissa marknader.